# كوسيه

هي بلدية في إقليم أليي، في منطقة أوفيرن-رون ألب بوسط فرنسا. تقع في سفوح جبل بوربونيز ((بالفرنسية: Bourbonnaise)‏)، المدينة هي إحدى ضواحي فيشي وتحتل المرتبة الرابعة من حيث عدد السكان في الإقليم.

## جغرافية

### الموقع
تقع بلدية كوسيه في إقليم أليي في فرنسا على نهر Sichon، رافد نهر Allier، في سفوح جبل بوربونيز، على ارتفاع حوالي 980 قدمًا على قمة جبل Béton، وهو مُلحق بفيشي.
تضم المدينة خمسين مكانًا مسمى (جزء من بلدية تم ترشيحها بسبب خصوصية تاريخية)
هي جزء من دائرة، لسنوات عديدة كانت عاصمة لمقاطعة فريدة من نوعها حتى عام 1985، وفي ذلك الوقت فصل المرسوم هذا إلى جزأين : الشمالية والجنوبية. بعد التغييرات الحدودية لعام 2014، لم يتبق سوى واحد في عام 2015
تقع البلدية، على خط مستقيم، على مسافة متساوية بين المراكز الإدارية لمقاطعة مولين في الشمال إلى الجنوب الشرقي (حوالي 30ميلاً).
تبلغ مساحة سطح البلدية 3139 هكتار ويتراوح ارتفاعها بين 255 و 483 م. تقع المناطق المنخفضة بالقرب من (مساكن مبنية على ضفاف نهر ) بينما تقع القطاعات المرتفعة إلى الشرق.
يمر نهر سيتشون عبر البلدية، ؛ جبل بوربونايز هو مصدر الممرات المائية الأخرى التي تعبر البلدية

## المناخ
المناخ في هذه المنطقة قاري. تأتي سجلات المناخ من أقرب محطة طقس تقع في بالقرب من المطار. في عام 2011 تعرضت المدينة للشمس لما مجموعه 88 يومًا (2097 ساعة)، وهذه النتائج قريبة جدًا من المعدل الوطني. وسجلت البلدية هطول أمطار 23بوصة وبلغت السرعة القصوى للرياح 52  ميلا في الساعة.

## توأمة
توأمة مع:
- نويزيس، ألمانيا

## وصلات خارجية
- موقع قاعة المدينة (بالفرنسية)